# سها نیاستی
سها نیاسْتی (زادهٔ ۱۷ آبان ۱۳۷۳) بازیگر و کارگردان ایرانی است. او در رشتهٔ معماری در دانشگاه تهران تحصیل کرده است. نیاستی در سال ۱۳۹۸ برای بازی در نقش مهتاب در فیلم سال دوم دانشکدهٔ من (۱۳۹۷) برندهٔ جایزهٔ بهترین بازیگر زن از چهل و یکمین دورهٔ جشنوارهٔ بین‌المللی فیلم مسکو شد. همچنین در سال ۱۴۰۱ بابت کارگردانی فیلم کوتاه "دو زندگی سپیده"  جایزه ویژه هیئت داوران بیستمین جشنواره فیلم کوتاه آکبانک استانبول را از آن خود کرد.

## فیلم‌شناسی

### فیلم
| سال  | عنوان              | نقش   | کارگردان         | توضیحات              | منابع |
| ---- | ------------------ | ----- | ---------------- | -------------------- | ----- |
| ۱۴۰۳ | زن و بچه           | مهری  | سعید روستایی     |                      | [ ۵ ] |
| ۱۴۰۳ | دایناسور           | رز    | سید مسعود اطیابی |                      |       |
| ۱۴۰۲ | آریاشهر دو نفر     |       | حمید بهرامیان    |                      |       |
| ۱۴۰۱ | دو زندگی سپیده     |       | سها نیاستی       | کارگردانی فیلم کوتاه | [ ۶ ] |
| ۱۴۰۰ | عاشق و دریا        | لیلا  | علی مؤذن         | فیلم کوتاه           | [ ۷ ] |
| ۱۳۹۶ | سال دوم دانشکده من | مهتاب | رسول صدرعاملی    |                      | [ ۸ ] |

### نمایش خانگی
| سال       | عنوان | نقش  | کارگردان    | منا.  |
| --------- | ----- | ---- | ----------- | ----- |
| ۱۴۰۰–۱۴۰۱ | آکتور | سارا | نیما جاویدی | [ ۹ ] |

## جوایز و نامزدی‌ها
| جایزه                              | سال  | شاخه              | کار نامزدشده       | نتیجه                  | منا.   |
| ---------------------------------- | ---- | ----------------- | ------------------ | ---------------------- | ------ |
| جشنواره فیلم کوتاه نهال            | ۱۴۰۳ | بهترین فیلم کوتاه | دو زندگی سپیده     | نامزد شده              | [ ۱۰ ] |
| جشنواره فیلم کوتاه آکبانک استانبول | ۱۴۰۳ | بهترین فیلم کوتاه | دو زندگی سپیده     | جایزه ویژه هیات داوران | [ ۱۱ ] |
| جشن حافظ                           | 1۴۰۲ | بهترین فیلم کوتاه | دو زندگی سپیده     | نامزد شده              | [ ۱۲ ] |
| جشنواره بین‌المللی فیلم مسکو        | ۱۳۹۸ | بهترین بازیگر زن  | سال دوم دانشکده من | برنده                  | [ ۱۳ ] |